# Geithus Station
Geithus Station (Geithus stasjon) er en tidligere jernbanestation på Randsfjordbanen, der ligger i bygden Geithus i Modum kommune i Norge.
Stationen åbnede 16. juli 1875, nogle år efter anlægget af banen. Oprindeligt hed den Gjethus, men stavemåden blev ændret til Gjeithus i april 1894 og til Geithus 1. september 1922. Stationen blev fjernstyret 17. december 1973 og gjort ubemandet 1. juli 1987. Betjeningen med persontog ophørte 13. juni 2004, men der er stadig krydsningsspor og sidespor på stedet, der derfor fortsat fremgår af Jernbaneverkets stationsoversigt.
Stationsbygningen blev opført efter tegninger af Georg Andreas Bull, der også stod for en række andre stationsbygninger på banen. Bygningen blev revet ned i 1992, hvorefter passagererne var henvist til et læskur.